# Tumeclypeus densipunctus
Tumeclypeus densipunctus är en stekelart som beskrevs av Wang 2001. Tumeclypeus densipunctus ingår i släktet Tumeclypeus och familjen brokparasitsteklar. Inga underarter finns listade i Catalogue of Life.